# Naissance en 879
Naissance
- 875
- 876
- 877
- 878
- 879
- 880
- 881
- 882
- 883

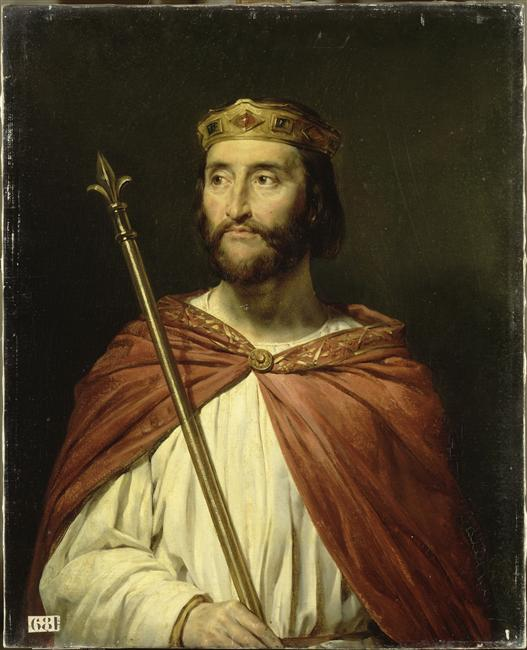
Charles III le Simple né en 879.

Cette page dresse une liste de personnalités nées au cours de  l'année 879 :
- 17 septembre : Charles III le Simple, roi des Francs[1].
- 19 octobre : Shulü Ping (en), impératrice de la dynastie Liao.

- Luc le Nouveau Stylite, saint chrétien qui a commencé sa vie adulte comme soldat puis prêtre.

## Crédit d'auteurs
- Cet article est partiellement ou en totalité issu de l'article intitulé « 879 » (voir la liste des auteurs).